# Wolfi, Anja und die Tigerbande
Wolfi, Anja & die Tigerbande sind die Live-Band der Fernsehsendung des ARD Tigerenten Club. Die Band um Wolfi Rieder, Anja Krabbe und Albi Hefele besteht seit 1996 und war die erste Band für Kinder, die mit modernen Sounds (Techno-Rap-Pop-Arrangements) im Kinderbereich erfolgreich war. Die Band ist immer noch auf Tour.

## Geschichte
Der Musikpädagoge Wolfi Rieder erhielt den Kompositionsauftrag für einen Titelsong zur Sendung ARD-Tigerentenclub. Gleichzeitig mit dem Song „Welcome to the Club“ gründete er die Band  Wolfi, Anja und die Tigerbande, auch teilweise als Wolfi, Anja & Die Gang gelistet. Sie hatten seither mehrere Hundert Auftritte und über 500.000 verkaufte Discs. Weitere Mitarbeiter sind: 
- Albi Hefele, Bandleader der L.E. Bigband,
- Anja Krabbe, ehemalige Sängerin bei Udo Lindenberg und
- Derek von Krogh, Keyboarder bei Nena.

Mitwirkender beim dritten Album  „Flanke, Schuss und Tor“ (Fussballlieder zur EM) ist Ray Dorset (alias Mungo Jerry).

## Diskographie
- Wolfi, Anja & die Gang - Mädchen träumen rosa, Jungen träumen blau?! (Album 1999, BMG Ariola Miller)
- Tigerenten Club Vol. 1 (Sampler 1996, EMI Electrola)
- Vol. 3 (Sampler 1997, EMI Electrola)
- Vol. 4 (Sampler 1998, EMI Electrola)
- Vol. 9 (Sampler 2000, EMI Electrola)
- Vol. 13 (Sampler 2002, Warner Music) Vol. 14 (Sampler 2002/2003, Warner)
- Knax-Hits Vol. 2 (Sampler 1998, Deshima Music)
- 1/99 (Sampler 1999, Sony)
- On Tour (Sampler 1999, Sony)
- Super Knax-Hits (Sampler 2000, Deshima Music)
- Gebt den Kindern eine Chance (Sampler 2000, Deshima Music)
- Wolfi, Anja & die Tigerbande - Langeweile lohnt sich nicht, (Album 2001, MLM GbR)
- Wolfi, Anja & die Tigerbande - Flanke, Schuss & Tor feat. Mungo Jerry (Album 2006-EMG Music)
- Schumi-Hits for Kids (Sampler 2001 mit 5 Stücken, Deshima Music)
- KIKA Hits - Das Beste aus 10 Jahren Kinderkanal (Sampler Universal 2007)
- KIKA Fußballhits zur EM 2008 (Sampler Universal 2008)